# Cabaret de la Grande Pinte
Ne pas confondre avec le Cabaret de la Grande Pinte de Bercy dans le 12e arrondissement de Paris
Le Cabaret de la Grande Pinte (parfois écrit Grande-Pinte) était un débit de boisson situé près de l'ancienne barrière d'Antin au bout de la Chaussée d'Antin, à l'emplacement actuel de l'Église de la Trinité (Paris) dans le 9e arrondissement de Paris.

## Historique
Ouvert en 1724, ce cabaret se trouve près de ce qui était alors la barrière d'Antin.
Toutes sortes de populations fréquentent ce cabaret. En particulier, le brigand Cartouche y a ses habitudes, un puits qui recoupe un souterrain lui permettant de s'enfuir rapidement.
En 1772, Jean Ramponneau qui détenait déjà le Cabaret du Tambour Royal dans le quartier du Temple, rachète le Cabaret de la Grande Pinte. Il y applique la même politique de prix bas en vendant la pinte de vin blanc 3,5 sols au lieu de 4 ou 4,5 ailleurs,.
Il le rebaptise le Cabaret des Porcherons, du nom du quartier, du chemin et du château des Porcherons tout proche,.
La salle est agrandie jusqu'à pouvoir accueillir 600 personnes,.
Le 27 juillet 1830, Armand Barbès, Étienne Garnier-Pagès et des députés libéraux y tinrent une réunion pour préparer les Trois Glorieuses.